# بول دوكينز
بول دوكينز (بالإنجليزية: Paul Dawkins)‏ مواليد 10 يونيو 1957، هو لاعب كرة سلة تركي أمريكي سابق بدأ مسيرته الاحترافية في سنة 1979 ويحمل الرقم 31. يبلغ طوله 6 قدم 5 بوصة (2.0 م). اعتزل اللعب في 1990.

## فرق لعب لها
- يوتاه جاز

## روابط خارجية
- بول دوكينز على موقع إن بي أي (الإنجليزية)
- بول دوكينز على موقع سبورتس رفرنس (الإنجليزية)
- بول دوكينز على موقع كلية كرة السلة في سبورتس رفرنس.كوم (الإنجليزية)
- بول دوكينز على موقع ريلجم (الإنجليزية)
- بول دوكينز على موقع بروبوليرز (الإنجليزية)